# Daniel Briquet
Daniel Briquet est un comédien français de théâtre, cinéma, télévision.

## Formation
École supérieure du Théâtre national de Strasbourg.

## Filmographie

### Télévision
- 1991 : Cas de divorce (Maître Marchal)
- 1993 : Amour fou de Roger Vadim
- 1998 : L'Instit, épisode 4x08, Le chemin des étoiles de Claudio Tonetti : directeur
- 1998 : L'instit, épisode 5x04, A quoi ça sert d'apprendre ? de José Pinheiro : Yves Maurin
- 2002 : Julie Lescaut, épisode 1 saison 11, Une jeune fille en danger de Klaus Biedermann : Dumayet
- 2002 : Commissaire Moulin, épisode 1 saison 7, Les moineaux de Klaus Biedermann : Dr Moreau
- 2004 : L'Orchestre rouge d'Alexandre Aravine, série télévisée : Kent
- 2005 : La Crim'

### Cinéma
- 1994 : Le Bateau de mariage de Jean-Pierre Améris
- 2001 : Chittagong, dernière escale

## Théâtre
- 1981 : Edouard II de Christopher Marlowe, mise en scène Bernard Sobel, Nouveau théâtre de Nice, Théâtre de Gennevilliers
- 1983 : Liberté à Brême de Rainer Werner Fassbinder, mise en scène Jean-Louis Hourdin, Festival d'Avignon
- 1985 : Emilia Galotti de Gotthold Ephraïm Lessing, mise en scène Jacques Lassalle, Festival d'Avignon
- 1987 : Fool for love de Sam Shepard, mise en scène Robert Cordier, Théâtre Marie Stuart
- 1989 : La Mort de Danton de Georg Büchner, mise en scène Klaus Michael Grüber, Théâtre Nanterre-Amandiers, TNP Villeurbanne, Maison de la Culture de Grenoble, Comédie de Caen
- 1992 : Le Pain dur de Paul Claudel, mise en scène Claude Yersin, Nouveau théâtre d'Angers
- 1993 : Henry VI de William Shakespeare, mise en scène Stuart Seide, Théâtre de Gennevilliers, Théâtre de la Métaphore, La Filature
- 1994 : Henry VI de William Shakespeare, mise en scène Stuart Seide, Festival d’Avignon, Théâtre de Gennevilliers, tournée
- 1995 : Henry VI de William Shakespeare, mise en scène Stuart Seide, La Ferme du Buisson, Théâtre de Nice
- 1996 : Mariage à Sarajevo de Ludwig Fels, mise en scène Claude Yersin, Nouveau théâtre d'Angers
- 2001 : Solness le constructeur d'Henrik Ibsen, mise en scène Michel Dubois, Nouveau théâtre d'Angers, Théâtre de Bourg-en-Bresse, Nouveau Théâtre de Besançon
- 2001 : Tableau d'une exécution de Howard Barker, mise en scène Hélène Vincent, Théâtre du Gymnase, Le Quartz, Nouveau théâtre d'Angers, Théâtre national de Toulouse Midi-Pyrénées, Théâtre des Célestins, tournée
- 2002 : Tableau d'une exécution de Howard Barker, mise en scène Hélène Vincent, tournée
- 2006 : L'École des femmes de Molière, mise en scène Coline Serreau,   Théâtre de la Madeleine